# Oded Kogut
Oded Kogut (hebräisch עודד קוגוט; * 14. Februar 2001) ist ein israelischer Radrennfahrer.

## Sportlicher Werdegang
Nachdem Oded Kogut bereits israelischer Meister im Einzelzeitfahren der Junioren war, wurde er zur Saison 2021 Mitglied in der Israel Cycling Academy, dem Nachwuchsteam des damaligen UCI WorldTeams Israel Start-Up Nation. Im selben Jahr sicherte er sich die nationalen U23-Titel sowohl im Straßenrennen als auch im Einzelzeitfahren. Seine ersten internationalen Erfolge erzielte er in der Saison 2022, als er zwei Etappen der Dookoła Mazowsza gewann. 2023 wurde er im Einzelzeitfahren erstmals israelischer Meister in der Elite. Zudem konnte er erneut Etappensiege bei der Dookoła Mazowsza seinem Palmarès hinzufügen.
Im Juli 2023 wurde Koguts Wechsel in das UCI ProTeam von Israel-Premier Tech zur Saison 2024 bekannt gegeben. 2024 gewann er den nationalen Titel sowohl im Einzelzeitfahren als auch im Straßenrennen. Der Gewinn der letzten Etappe der Kroatien-Rundfahrt 2024 war sein erster Sieg als Radprofi.

## Erfolge
2019
- Israelischer Meister – Einzelzeitfahren (Junioren)

2021
- Israelischer Meister – Straßenrennen und Einzelzeitfahren (U23)

2022
- zwei Etappen Dookoła Mazowsza

2023
- Israelischer Meister – Einzelzeitfahren
- Punktewertung Istrian Spring Trophy
- Gesamt-, Punkte- und Nachwuchswertung, drei Etappen Dookoła Mazowsza

2024
- Israelischer Meister – Einzelzeitfahren und Straßenrennen
- eine Etappe Kroatien-Rundfahrt